# São Luís Gonzaga do Maranhão
São Luís Gonzaga do Maranhão är en kommun i Brasilien.   Den ligger i delstaten Maranhão, i den nordöstra delen av landet, 1 300 km norr om huvudstaden Brasília. Antalet invånare är 20 156. Arean är 968 kvadratkilometer.
Terrängen i São Luís Gonzaga do Maranhão är platt.
Omgivningarna runt São Luís Gonzaga do Maranhão är huvudsakligen savann. Runt São Luís Gonzaga do Maranhão är det ganska glesbefolkat, med 28 invånare per kvadratkilometer.